# Filandari
Filandari é uma comuna italiana da região da Calábria, província de Vibo Valentia, com cerca de 1.839 habitantes. Estende-se por uma área de 18 km², tendo uma densidade populacional de 102 hab/km². Faz fronteira com Cessaniti, Jonadi, Mileto, Rombiolo, San Calogero, Vibo Valentia, Zungri.

## Demografia
| Variação demográfica do município entre 1861 e 2011                               |
|                                                                                   |
| Fonte: Istituto Nazionale di Statistica (ISTAT) - Elaboração gráfica da Wikipedia |